# Hinton-in-the-Hedges
Hinton-in-the-Hedges è un villaggio e parrocchia civile dell'Inghilterra, appartenente alla contea del Northamptonshire.